# Mezőörs
Mezőörs es un pueblo húngaro perteneciente al distrito de Győr en el condado de Győr-Moson-Sopron, con una población en 2013 de 967 habitantes.
Se conoce su existencia desde el siglo XIII y recibe su nombre de la familia noble Örs. En el siglo XVI, la localidad original fue destruida por los turcos y el pueblo fue repoblado por una población de mayoría protestante que fue perseguida por los Habsburgo. Actualmente la mitad de la población es católica y un cuarto de los habitantes son reformados, y la localidad cuenta con una iglesia de cada una de estas confesiones, ambas de finales del siglo XVIII.
Se ubica unos 20 km al sureste de la capital condal Győr, sobre la carretera 81 que lleva a Székesfehérvár.